# Claude Bachand (député provincial)
Pour les articles homonymes, voir Claude Bachand et Bachand.
Claude Bachand, né le 6 avril 1956 à Montréal, est un enseignant et homme politique québécois. Il est député libéral à l'Assemblée nationale du Québec de la circonscription d'Arthabaska de 2003 à 2007 et de 2008 à 2012.

## Biographie
Né le 6 avril 1956 à Montréal, Claude Bachand est le fils de Jean-Paul Bachand, employé municipal de la voirie, et de Simone Benoit, enseignante. Il obtient un diplôme d'études collégiales en sciences de la santé du Cégep de Rosemont en 1976 et un baccalauréat ès sciences de l'Université de Sherbrooke en 1979.
De 1980 à 2003, il est professeur de mathématiques, de physique et de chimie à la Commission scolaire des Bois-Francs. Il est membre de plusieurs conseils d'administration de 1990 à 2001. De 2000 à 2002, il est président de la Commission d'aménagement de la municipalité régionale de comté (MRC) d'Arthabaska, et de la Table des préfets du Centre-du-Québec en 2001. 

### Carrière politique
Il est maire de Saint-Norbert-d'Arthabaska de 1992 à 2002, et préfet de la MRC d'Arthabaska de 2000 à 2002.
Membre du Parti libéral du Québec, Claude Bachand se présente à l'élection de 2003, où il est élu député à l'Assemblée nationale du Québec de la circonscription d'Arthabaska. Il est alors vice-président de la Commission de l'économie et du travail de juin 2003 à février 2007. En 2007, il est battu par le candidat adéquiste, mais il reprend son poste en 2008. Il est nommé vice-président de la Commission des institutions de janvier 2009 à février 2011. Il est ensuite président de la Commission des finances publiques du 10 février 2011 au 1er août 2012. Il est à nouveau défait en 2012 par la caquiste Sylvie Roy qui était la députée sortante de la défunte circonscription de Lotbinière.